# Filippo Cavallini
Filippo Cavallini (Pieve del Cairo, 21 agosto 1851 – Roma, 21 novembre 1932) è stato un avvocato, politico e imprenditore italiano.

## Biografia

### Le origini
Filippo Cavallini nasce il 21 agosto 1851 a Pieve del Cairo dal deputato e senatore Gaspare e da Luigia Boschi. La famiglia, molto benestante, è proprietaria di tenute risicole nella Lomellina e possiede gli stabili di due grandi alberghi romani: il Grand Hôtel e l'Hotel Royal. Dopo essersi laureato in giurisprudenza, nel 1876 Filippo diventa segretario particolare del Presidente del Consiglio del Regno d'Italia Agostino Depretis. 
Nel 1882 viene eletto deputato nella XV Legislatura del Regno d'Italia nel I collegio di Pavia, dove verrà eletto anche nelle successive tre legislature. A Roma entra in ottimi rapporti con alcuni colleghi deputati, tra cui Piero Lucca e Luigi Tegas, e con altri Presidenti del Consiglio, come Francesco Crispi, Giuseppe Zanardelli e Giovanni Giolitti.
Nel 1880 investe nel settore bancario, acquistando una quota del Banco Maraini di Roma e fondando la Banca della Lomellina. Nel decennio successivo inizia a investire anche in alcune testate giornalistiche, in particolare nei quotidiani milanesi L'Italia del Popolo e Il Secolo. Quest'ultima operazione tuttavia non avrà buon successo, per il timore dei proprietari de Il Secolo che la presenza di Cavallini possa determinare un cambiamento della linea politica del quotidiano. 
Terminata l'esperienza di deputato, nel 1895 si trasferisce in Venezuela, via Svizzera, dove si occupa di affari vari, sfruttando anche numerosi contatti con le massime cariche dello stato sudamericano. Nel corso del 1897 fa ritorno in Italia e inizia a collaborare con il Presidente Zanardelli; dopodiché si trasferisce a Parigi, dove riesce a creare un importante collegamento affaristico tra la capitale francese e il Sudamerica.

### I primi guai giudiziari
Nel gennaio 1897 il padre acquista da lui la parte di eredità della madre, probabilmente per tutelarla da eventuali procedimenti giudiziari. Una decisione azzeccata, poiché nell'agosto dello stesso anno Filippo finisce al centro di un piccolo scandalo giudiziario legato al trasferimento del direttore della filiale vercellese della Banca d'Italia. In realtà già nel 1895 aveva avuto problemi con la legge, quando era stato processato, anche se poi assolto da ogni accusa, dalla Corte d'appello di Genova.
Nel 1909 a Parigi conosce il faccendiere marsigliese Bolo Pascià, al secolo Paul Marie Bolo, con cui partecipa a una serie di importanti affari internazionali. Affari in cui i due riescono a coinvolgere direttamente anche numerose alte personalità francesi ed italiane, tra cui il Presidente del Consiglio francese Joseph Caillaux, il militare-senatore Charles Humbert e il marchese genovese Giulio della Chiesa, fratello del pontefice Benedetto XV. 
Nel dicembre 1914, proprio insieme al marchese della Chiesa, Bolo e Cavallini partecipano a un ambizioso progetto per la costituzione di una banca cattolica di grandiose dimensioni, al cui vertice dovrebbe finire proprio il fratello del pontefice allora in carica. Il progetto tuttavia fallisce. A causa di tale fallimento, Giulio della Chiesa muore tragicamente in solitudine a Pegli, anche a causa dei debiti.

### Il salvataggio del Chedivè d'Egitto
Sempre sul finire del 1914, Bolo Pascià diventa amministratore di tutti i beni di ʿAbbās Ḥilmī II, l'ultimo Chedivè d'Egitto, mandato in esilio dopo l'istituzione del protettorato britannico. Poiché cittadino di un paese in guerra con l'Impero ottomano, Bolo è costretto a chiedere a Cavallini di compiere un viaggio a Costantinopoli al suo posto per cercare di mettere in salvo il Sovrano. Cavallini accetta di compiere la missione, recandosi così in Turchia, dove organizza il viaggio in treno con cui il Chedivè riuscirà a raggiungere l'Europa.
In realtà i suoi rapporti con la famiglia dei sovrani d'Egitto era di lunga data: nel 1884, quando ancora era deputato, aveva fatto da mediatore tra il vecchio Chiedivè Isma'il Pascià, (nonno di ʿAbbās Ḥilmī) e la Banca Nazionale, mentre lo stesso Chedivè si trovava in visita a Re Umberto I di Savoia. La perfetta riuscita della operazione aveva permesso al Cavallini di ottenere il rispetto della famiglia dei sovrani egiziani. 

### L'affaireBolo-Cavallini
Ma il 31 ottobre 1916 il cugino e ciambellano di ʿAbbās Ḥilmī, il principe Yaghen Mohamed Pascià, viene arrestato a Ginevra, dopo essere stato trovato in possesso di documenti compromettenti, da cui emergono anche i nomi di Bolo Pascià e Filippo Cavallini come figure-chiave di una vasta rete spionistica internazionale. Questo porterà il francese e l'italiano all'arresto con l'accusa di spionaggio a favore degli Imperi centrali.
Cavallini viene arrestato a Roma il 20 novembre 1917 insieme alla sua amante, la marchesa Federica Pozzoli. Egli dichiara sin da subito di essere del tutto estraneo agli intrighi di Bolo. Rimarrà tuttavia in carcere fino all'emissione della sentenza del processo a suo carico. Il processo a Cavallini inizierà nel dicembre 1918 e si concluderà nel maggio 1920 con la sentenza di non luogo a procedere per l'imputato. Al contrario, quello di Bolo Pascià determinerà la condanna a morte del francese.

### Gli ultimi anni
Dopo il processo l'ex deputato inizia a frequentare con una certa assiduità l'Ambasciata francese a Roma. A partire dal 1929 inoltre inizia a sfruttare i suoi antichi contatti con le nazioni d'Oltreoceano per esportare bevande in Sudamerica. Poco prima di morire, nel 1932, riesce ad entrare in contatto con alcuni esponenti del mondo cattolico molto vicini a Mussolini per promuovere la riconciliazione tra alcuni politici fascisti.
Muore a Roma il 21 novembre 1932.